# Antonio Innocenti

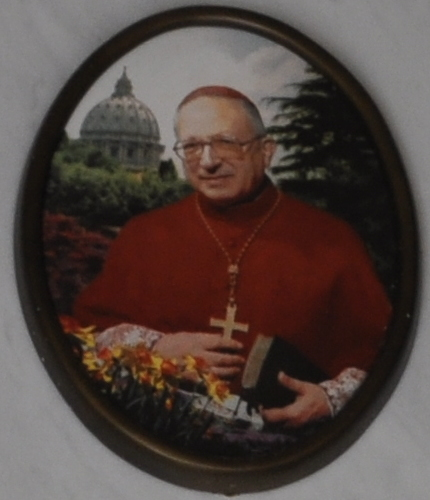
Antonio Kardinal Innocenti

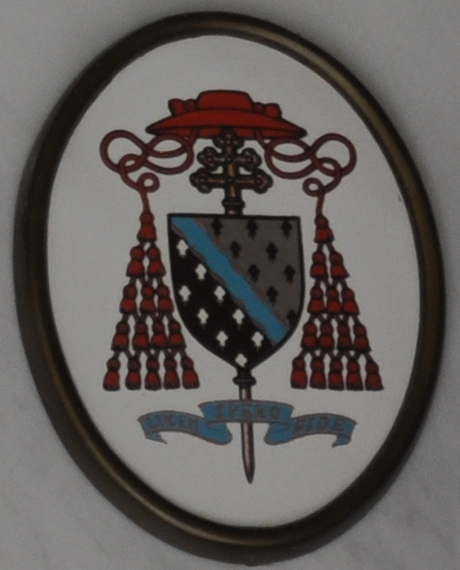
Kardinalswappen

 Antonio Kardinal Innocenti (* 23. August 1915 in Poppi, Provinz Arezzo, Italien; † 6. September 2008 in Rom) war ein Kurienkardinal der römisch-katholischen Kirche.

## Leben

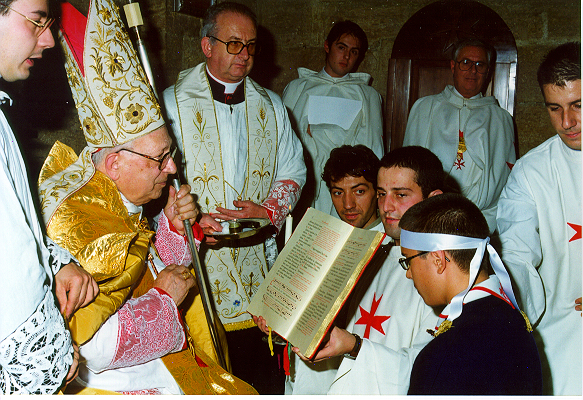
Kardinal Innocenti bei der Spendung des Firmsakramentes

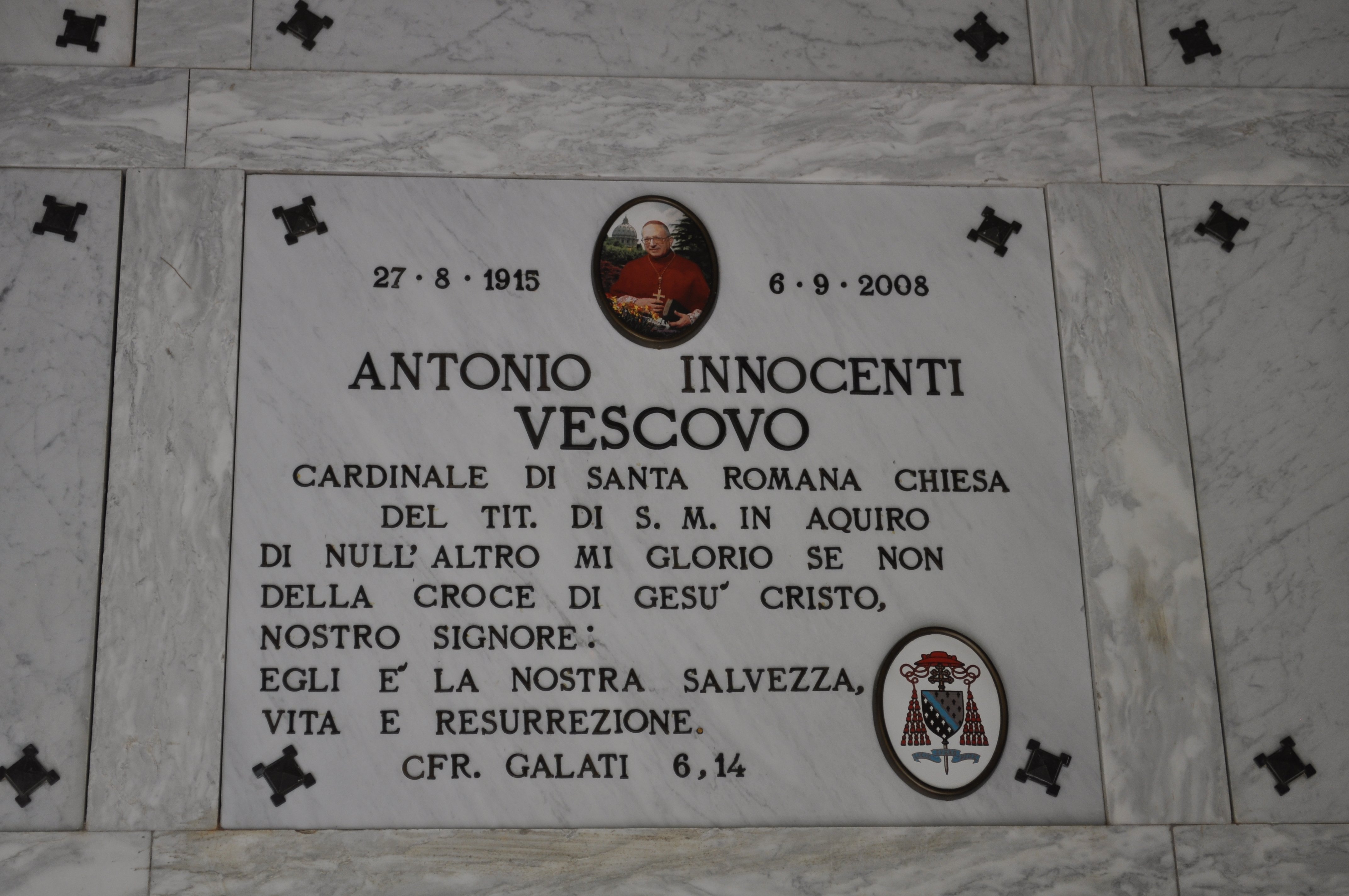
Grab Kardinal Innocenti in Tosi

Antonio Innocenti studierte am Priesterseminar in Fiesole Katholische Theologie und Philosophie und empfing am 17. Juli 1938 das Sakrament der Priesterweihe. Er war anschließend als Priester in Valdarno, Toscana, tätig. von 1938 bis 1941 wurde er in Kanonischem Recht an der Päpstlichen Universität Gregoriana und in Theologie an der Päpstlichen Lateranuniversität promoviert. Zudem unterrichtete er am Seminar in Fiesole und war Sekretär des Bischofs. Während dieser Zeit half er Juden auf der Flucht und entging nur knapp seiner Hinrichtung durch die Deutschen. 1948 bis 1950 absolvierte er die Päpstliche Diplomatenakademie.
Von 1950 bis 1953 war er Sekretär der Apostolischen Delegation von Leopoldville und in den Jahren 1953 bis 1960 setzte man ihn als Diplomat in der Apostolischen Nuntiatur in der Schweiz ein. Weitere Stationen seines diplomatischen Dienstes waren die Niederlande, Ägypten und Belgien, wo er beim Europarat den Heiligen Stuhl vertrat.
1967 wurde er von Papst Paul VI. zum Titularerzbischof von Aeclanum ernannt und zum Apostolischen Nuntius in Paraguay bestellt. Die Bischofsweihe spendete ihm am 15. Dezember 1967 Amleto Giovanni Kardinal Cicognani, damaliger Außenminister im Staatssekretariat des Heiligen Stuhls; Mitkonsekratoren waren der Erzbischof und spätere Kardinal Giovanni Benelli, damaliger Offizial des vatikanischen Staatssekretariats, und Antonio Bagnoli, Bischof von Fiesole.
1973 bestellte ihn Papst Paul VI. zum Sekretär der Kongregation für die Sakramentendisziplin. Von 1980 bis 1985 war er Apostolischer Nuntius in Spanien. Er bezog öffentlich zugunsten der konservativsten Teile der Partei UCD Stellung.
Am 25. Mai 1985 nahm ihn Johannes Paul II. als Kardinaldiakon der Titeldiakonie Santa Maria in Aquiro in das Kardinalskollegium auf. Von 1986 bis 1991 stand Innocenti als Kardinalpräfekt der Kongregation für den Klerus vor, von 1988 bis 1991 leitete er die Päpstliche Kulturkommission und von 1991 bis 1995 war er Präsident der Päpstlichen Kommission Ecclesia Dei.
1995 wurde seinem Rücktrittsgesuch im Alter von 80 Jahren als Präsident der Päpstlichen Kommission Ecclesia Dei durch Johannes Paul II. stattgegeben. Am 29. Januar 1996 wurde er unter Beibehaltung seiner Titeldiakonie zum Kardinalpriester pro hac vice ernannt.
Kardinal Innocenti starb wenige Wochen nach seinem 93. Geburtstag. Papst Benedikt XVI. würdigte ihn für seinen „apostolischen Eifer“ und seine „Treue zum Evangelium“ sowie für seine Courage während des Zweiten Weltkriegs. Die Exequien für Innocenti wurden unter Leitung von Angelo Kardinal Sodano am 10. September 2008 im Petersdom gefeiert; die Riten der Ultima Commendatio (Aussegnung) und der Valedictio (Abschiednehmen) nahm Benedikt XVI. selbst vor.